# Tim (Dania)
Tim – miasto w Danii, w regionie Jutlandia Środkowa, w gminie Ringkøbing-Skjern.